# Oranges and Sunshine
Pour plus de détails, voir Fiche technique et Distribution.
Oranges and Sunshine est un film australo-britannique réalisé par Jim Loach, sorti en 2010. Il s'agit de l'adaptation du scandale des Home Children.

## Synopsis
Margaret Humphreys (en) est une assistante sociale de Nottingham qui découvre et révèle le scandale des Home Children, un programme gouvernemental ayant pour but d'envoyer dans les pays du Commonwealth, notamment l'Australie et le Canada, des milliers d'enfants britanniques pauvres. Ces enfants déportés, à qui on avait promis « des oranges et du soleil », étaient plutôt condamnés à un travail harassant et à une vie dure dans des institutions comme Keaney College, à Bindoon en Australie-Occidentale.

## Fiche technique
- Titre original : Oranges and Sunshine
- Réalisation : Jim Loach
- Scénario : Rona Munro
- Photographie : Denson Baker
- Montage : Dany Cooper
- Direction artistique :
- Décors :
- Musique : Lisa Gerrard
- Production : Camilla Bray, Iain Canning, Joan Schneider, Emile Sherman
- Société(s) de production : See-Saw Films et Sixteen Films
- Société(s) de distribution :
- Pays d'origine : Australie et Royaume-Uni
- Langue : anglais
- Format : Couleur - 35mm - 2.35:1 - Son Dolby numérique
- Genre : Drame
- Durée :
- Dates de sortie :
  -  Corée du Sud : 8 octobre 2010 (Festival international du film de Pusan)
  -  Royaume-Uni : 1er avril 2011
  -  Australie : 9 juin 2011

## Distribution
- Emily Watson : Margaret Humphreys (en)
- Hugo Weaving : Jack
- David Wenham : Len
- Richard Dillane : Merv Humphreys
- Tara Morice : Pauline
- Stuart Wolfenden : Bill
- Kate Rutter : Vera
- Helen Grayson : Bureaucrat
- Ruth Rickman : Orphan
- Harvey Scrimshaw : Ben
- Molly Windsor : Rachel
- Neil Pigot : James
- Tammy Wakefield : Susan
- Adam Morgan : the Intruder
- Neil May : the Commuter
- Adam Tedder : the Doctor
- Greg Stone : Bob
- Aisling Loftus : Susie

## Réception
L'agrégateur de critiques Rotten Tomatoes attribue au film la note de 70 %.

## Distinctions

### Récompenses
- AACTA Awards 2012 : meilleur acteur dans un second rôle pour Hugo Weaving
- Australian Film Critics Association Awards 2012 : meilleure actrice pour Emily Watson
- Film Critics Circle of Australia Awards 2012 :
  - Meilleure actrice pour Emily Watson
  - Meilleur acteur dans un second rôle pour Hugo Weaving

### Nominations
- Festival international du film de Pusan 2010 : sélection officielle
- AACTA Awards 2012 :
  - Meilleur film
  - Meilleur acteur pour David Wenham
  - Meilleure actrice pour Emily Watson
  - Meilleur montage pour Dany Cooper
  - Meilleurs costumes pour Cappi Ireland
  - AFI Members' Choice Award
- Australian Film Critics Association Awards 2012 :
  - Meilleur film
  - Meilleur acteur pour David Wenham et Hugo Weaving
  - Meilleur film étranger en anglais
- Film Critics Circle of Australia Awards 2012 :
  - Meilleur film
  - Meilleur acteur pour David Wenham